# Nykvarn
Nykvarn – miejscowość (tätort) w Szwecji, w regionie administracyjnym (län) Sztokholm. Siedziba władz (centralort) gminy Nykvarn.
W 2015 roku Nykvarn liczyło 7327 mieszkańców.

## Położenie
Położona w prowincji historycznej (landskap) Södermanland, ok. 15 km na zachód od Södertälje, na południe od autostrady E20. Przez Nykvarn przebiega linia kolejowa Svealandsbanan (Södertälje – Eskilstuna – Valskog).

## Historia
W latach 1971–1998 Nykvarn należało administracyjnie do gminy Södertälje. 25 maja 1997 roku w Nykvarn i jego najbliższych okolicach przeprowadzono referendum w sprawie odłączenia się od gminy Södertälje i utworzenia własnej gminy. W wyniku referendum, a następnie zgody rządu Szwecji na podział gminy Södertälje, 1 stycznia 1999 roku utworzono gminę Nykvarn.

## Demografia
Liczba ludności tätortu Nykvarn w latach 1960–2015: